# Бжозувка (Свентокшиське воєводство)
Бжозувка (пол. Brzozówka) — село в Польщі, у гміні Тучемпи Буського повіту Свентокшиського воєводства.
Населення — 66 осіб (2011).
У 1975-1998 роках село належало до Келецького воєводства.

## Демографія
Демографічна структура на день 31 березня 2011 року:
|          | Загалом | Допрацездатний вік | Працездатний вік | Постпрацездатний вік |
| -------- | ------- | ------------------ | ---------------- | -------------------- |
| Чоловіки | 31      | 4                  | 24               | 3                    |
| Жінки    | 35      | 2                  | 22               | 11                   |
| Разом    | 66      | 6                  | 46               | 14                   |